# Christian Gottlob Roßberg
Christian Gottlob Roßberg (* 7. Oktober 1740 in Döbeln; † 15. Februar 1822 in Dresden) war ein deutscher Registrator, Schreibmeister und Kalligraphielehrer. 
In seinem Lebenswerk, der Systematischen Anleitung zum Schön- und Geschwindschreiben, hat er eine Schrift mathematisch konstruiert und dadurch auf eine wissenschaftliche Ebene gehoben. Roßberg entwarf eine Schriftfamilie aus Fraktur, Kanzlei und Kurrent, die mit der aktuellen Technologie der variable fonts nach Meinung der Grafikerin Petra Rueth eine neue Relevanz gewonnen hat.

## Leben
Christian Gottlob Roßbergs Eltern waren Christiana Sophia, geb. Lehmann, und Johann Martin Roßberg (1705–1774); sein Vater arbeitete als „Churfürstlicher Sächsischer Pfenning- und Quatember-Steuereinnehmer“. C. G. Roßberg war das fünfte von fünfzehn Kindern, von denen viele im Kindesalter verstorben sind. Neben seinem Schul- und Privatunterricht widmete er sich seit seiner Jugend der Kunst, er schrieb, zeichnete und pflegte darüber hinaus eine Affinität zur Mathematik. Während des Siebenjährigen Krieges (1756–1763) hielt er sich in Hamburg auf, vermutlich um einer Rekrutierung zu umgehen. Dort eignete er sich seine ersten Kenntnisse im Kupferstechen an, zuerst „zu seinem Vergnügen“, bald bestritt er fast seinen gesamten Unterhalt damit.
1764 ging er nach Dresden, um bei einem Ingenieurkorps angestellt werden; dazu ist es allerdings nicht gekommen. Daraufhin beschäftigte sich Roßberg ausschließlich mit kalligraphischen Studien, dabei widmete er sich dem Schreiben mit der Feder und wurde darin zunehmend erfolgreich. 
1769 wurde er im Alter von 29 Jahren im Churfürstlichen Sächsischen hohen Ministerium als geheimer Kanzlist angestellt.  
1775 heiratet er seine Frau Johanna Sophia, gemeinsam hatten sie fünf Kinder.
1789 wurde er zum geheimen Registrator befördert, mit dieser Position wurde er Staatsbeamter und zählte alsdann zur gehobenen Bevölkerungsklasse. 1819 wurde er, vier Wochen vor seinem 50-jährigen Dienstjubiläum, mit 79 Jahren in den Ruhestand versetzt. 
Roßberg starb am 15. Februar 1822 mit 81 Jahren an Entkräftung. Zu diesem Zeitpunkt war er verwitwet, er wurde am 18. Februar 1822 auf dem Eliaskirchhof in Dresden beigesetzt.

## Veröffentlichungen
1774 veröffentlicht er sein erstes Buch, es ist eine Anweisung für die Jugend zur richtigen Aussprache und Rechtschreibung im Deutschen.
- Anweisung für die Jugend zur richtigen Aussprache und Rechtschreibung im Deutschen. Dresden 1774 (Digitalisat)

1793 startet er mit der Herausgabe seiner Systematischen Anweisung zum Schön- und Geschwindschreiben und zur Prüfung deutscher Hand- und Druckschriften. Roßberg behandelt in diesem Werk die mathematische Konstruktion einer Schriftfamilie aus Fraktur, Kanzlei und Kurrent, er konzentriert sich dabei zunächst ausschließlich auf die Minuskeln. Aufgrund der umfangreichen Erläuterungen und seiner Beschäftigung mit diesem Vorhaben „nebst seinen Berufsgeschäften“, findet die Bearbeitung und Veröffentlichung in Etappen statt.
- Systematische Anweisung zum Schön- und Geschwindschreiben und zur Prüfung deutscher Hand- und Druckschriften nach mathematischen Grundsätzen. Teil 1, Dresden/Leipzig 1793 (Digitalisat).

1802 bzw. 1803 erscheinen „Proben“ der Gattung D und E in Heftform, die einzelnen Seiten sind seinem gerade entstehenden zweiten Teil der Systematischen Anweisung entnommen.
1806 ist der zweite Teil seiner Systematischen Anweisung fertig, er beinhaltet Versalien und Musterblätter.
1810 erscheint ein zusätzlicher dritter Theorieband, enthaltend die richtige Aussprache und Rechtschreibung im Deutschen, in dem er sich gesondert der Orthographie widmet.
- Systematische Anweisung zum Schön- und Geschwindschreiben und zur Prüfung deutscher Hand- und Druckschriften nach mathematischen Grundsätzen auseinander gesetzet. Dritter und letzter Theil: enthaltend die richtige Aussprache und Rechtschreibung im Deutschen. Dresden/Leipzig 1810.
- Nachtrag zum Dritten Theile des systematisch-kalligraphischen und orthographischen Werkes. Dresden 1817.

## Prinzip der Roßberg’schen Schriftfamilie
In seiner Veröffentlichung Systematische Anweisung zum Schön- und Geschwindschreiben erklärt Roßberg den schematischen Aufbau einer Schriftfamilie aus Fraktur, Kanzlei und Kurrent, sowie diverse Zwischenformen. Das grundlegende Prinzip seiner Herangehensweise stellt sich wie folgt dar: Ein Quadrat fungiert als Fundament; Federbreite und -stellung entspringen einer Konstruktionslinie dieser Grundfigur. Auf ihr basierend definiert Roßberg die Schriftordnung in drei Hauptverhältnissen (6:6, 5:6, 4:6), aus denen wiederum Strichbreite und Schrifthöhe hervorgehen. Die Schriftgattung (C, D und E) ergibt sich durch das Ziehen der Feder entlang einer Richtungslinie, die nach persönlicher Vorliebe ausgewählt werden kann, aber im Fortgang durchgängig beibehalten werden muss.  Für die gebogenen Schriftteile dienen Schneckenlinien als Grundlage, die nach einem vorgegebenen Schema konstruiert werden und deren zusammengesetzte Teilstrecken die Bögen und Schwünge der Buchstaben ergeben. 
Roßbergs parametrisches System aus zwei Variablen – Hauptverhältnis und Gattung – generiert neun unterschiedliche Schriftschnitte, die selbst über die verschiedenen Schriftarten hinweg wiederzufinden sind. Dabei handelt es sich um ein neuartiges Prinzip, für das es in der Schriftgeschichte keine Vorbilder gab. 